# Años 1960

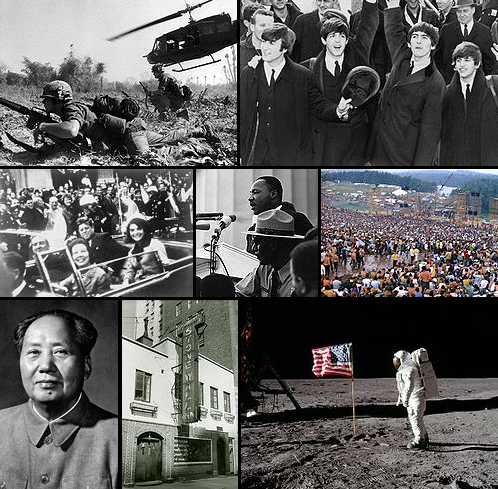
De izquierda a derecha y de arriba abajo: Guerra de Vietnam, The Beatles, Asesinato de John F. Kennedy, Movimiento por los derechos civiles de los ciudadanos negros estadounidenses, Festival de Woodstock, Revolución Cultural china, Stonewall Inn y la llegada del ser humano a la Luna.

El decenio de los años 1960 comenzó el 1 de enero de 1960 y finalizó el 31 de diciembre de 1969.
De acuerdo con Eric Foner en Give Me Liberty! lo ocurrido en Greensboro en 1960 marcó el comienzo de la década: el comienzo de activismo político y cambio social. Algunos afroestadounidenses se sentaron en una cafetería que sólo servía a blancos, desafiaron las políticas de segregación. Este acto inspiró a otros a unirse al movimiento (incluidos blancos) y ayudó a agilizar cambios en la legislación sobre la segregación racial pues se acordó atender a los negros. Se produjeron manifestaciones en todo el Sur, exigiendo la integración no sólo de cafeterías, sino de parques, albercas, restaurantes, bibliotecas, etc.
En los años 1960 se asiste a los momentos de mayor conflicto político entre los bloques formados por Estados Unidos y la Unión Soviética, en la Guerra Fría, que surgió al término de la Segunda Guerra Mundial. Hubo momentos de enorme tensión a partir del derribo del avión espía estadounidense «U2» sobre territorio soviético, y durante la conocida como la «Crisis de los misiles de 1962», que, según consideran los analistas, puso al mundo al borde del inicio de una tercera guerra. Dicho conflicto puso de manifiesto que los intentos de Estados Unidos por detener el avance del comunismo no estaban siendo fructíferos, y además conllevó al «tratado de convivencia pacífica» entre las dos potencias mundiales.
Este comienzo de la década es representativo de un período caracterizado por las confrontaciones internacionales y las protestas de una ciudadanía cada vez más crítica con las acciones de sus gobernantes y la situación que se dibujaba en el mundo tras la recuperación económica de la posguerra: movimientos de protesta contra la guerra de Vietnam; contra la invasión de las tropas soviéticas en Checoslovaquía, en la Primavera de Praga; y en Mayo del 68 contra el orden establecido, durante las revueltas estudiantiles y sindicales que se inician en Francia y se extienden a otros países. 
Los efectos socioculturales de estos movimientos de protesta aún se sienten. Fue una década con cantidad de asesinatos políticos: John F. Kennedy, Malcolm X, Martin Luther King, Robert F. Kennedy, el Che Guevara, Inejirö Asanuma o Humberto Delgado.
La «carrera espacial», mantuvo en cabeza a la Unión Soviética, con notables éxitos como el de haber conseguido poner al primer ser humano en órbita: el cosmonauta Yuri Gagarin. Los Estados Unidos consiguen una importante victoria de esa carrera al lograr colocar al primer ser humano sobre la superficie lunar en 1969. Esto se logró en gran medida gracias al impulso dado por el presidente Kennedy, asesinado en 1963 en oscuras circunstancias que sumieron al pueblo estadounidense en su más profunda crisis de identidad.
En Europa se consolidó la reconciliación franco-alemana, sobre las que en gran medida se basaría la construcción de la Unión Europea (UE) que se había iniciado en la década anterior. Alemania se afianza como tercera potencia económica mundial detrás de Estados Unidos y Japón. Gran Bretaña, al igual que Francia, pierde la casi totalidad de sus colonias, en un proceso que se inició una vez finalizada la Segunda Guerra Mundial y que se vio precipitado en gran medida tras la independencia de Libia.
Puede considerarse la década de las ideologías. En Europa la juventud se alza en el «Mayo Francés» (1968). Los movimientos sociales adquieren cada vez mayor importancia en América Latina, en particular en Chile, donde en 1970 un gobierno socialista llegaría al poder por la vía democrática por primera vez en el mundo, cuando es elegido Presidente Salvador Allende.
La subcultura hippie comenzó su desarrollo como un movimiento juvenil en los Estados Unidos y luego se desarrolló por el mundo. Sus orígenes se remontan a los movimientos sociales europeos en el siglo XIX y principios del siglo XX, como los bohemios, además de la influencia de la religión y la espiritualidad del lejano oriente. Desde alrededor de 1966, su ethos fundamental - incluida la armonía con la naturaleza, la vida comunitaria, el arte psicodélico, la música pop y el uso generalizado de drogas recreativas - se extendió por el mundo durante la contracultura de la década de 1960, asociado a la subcultura.
En Oriente Medio se había vivido una trascendental transformación, debido a la instauración del Estado de Israel en 1948, el cual quedó enclavado en el centro neurálgico de la región. Las ingentes reservas de petróleo descubiertas en los países del Golfo Pérsico, le dieron a la región un peso sin precedentes en la economía del planeta.
La China de Mao Zedong vivió en esta década la «Revolución cultural», que supuso una transformación de su milenaria sociedad. Mientras, Japón continuó desarrollando su reputación de potencia tecnológica y sus productos alcanzaron prestigio mundial, impulsando su economía, mientras  la sociedad era reestructurada aunque conservando su cultura.

## Resumen de los principales acontecimientos históricos

### De 1960 a 1964
- 1960: Aprobación de la píldora anticonceptiva y revolución sexual: La Administración de Medicamentos y Alimentos de Estados Unidos (FDA por sus siglas en inglés) aprobó el 9 de mayo de 1960 la comercialización de la primera pastilla para el control de embarazos Enovid-10, fabricada por la Compañía G.D Searle, de Chicago, Illinois. El desarrollo del medicamento estuvo inicialmente a cargo de su pionera Margaret Sanger y financiado por Katherine McCormick. Con la esperanza de incentivar el desarrollo de anticonceptivos más prácticos a los usados en aquel entonces, Sanger abrió su primera clínica de control de embarazo en los Estados Unidos en 1916. Esto provocaría una revolución sexual en todo el mundo, que causaría la libertad sexual. La liberación sexual supuso la reivindicación y recuperación plena del cuerpo humano y su desnudez, de la sexualidad como parte integral de la condición humana individual y social cuestionando el papel tradicional de la mujer y por tanto del hombre y de la institución por excelencia, el matrimonio.[cita requerida]

- 1961: John F. Kennedy, presidente de los Estados Unidos. John F. Kennedy fue el primer presidente católico en la historia estadounidense. Sería asesinado dos años después en una visita a Dallas, Texas cuando hacía campaña de reelección presidencial.

- 1961: Construcción del muro de Berlín: En agosto de 1961, los alemanes del este cerraron la frontera con Berlín Oeste. Utilizaron alambre de púas y guardias armados para prohibir el paso a un promedio de 2,000 personas que diariamente cruzaban a la zona oeste, controlada por Estados Unidos, Francia e Inglaterra. Muchas familias quedaron separadas. Una segunda cerca se construyó en junio de 1962. El muro final, que se derribaría en 1989, se extendía 154 km y tenía casi 300 torres de control, 250 perros guardianes, 20 búnkeres y 105 km de trincheras antivehículos. Muchos ciudadanos alemanes fueron asesinados al tratar de cruzarlos.

- 1962: Se celebra el Concilio Vaticano II: El gran acontecimiento de nuestra era moderna en el ámbito religioso fue el Concilio Vaticano II, convocado por el papa Juan XXIII en 1962 y seguido y clausurado por Pablo VI en 1965. El Concilio se convocó para promover el desarrollo de la fe católica, lograr una renovación moral de la vida cristiana de los fieles, y adaptar la disciplina eclesiástica a las necesidades y métodos de ese momento. El trabajo constituyó una toma de conciencia de la situación de la Iglesia y definió las orientaciones que se imponen.

- 1962: Crisis de los misiles en Cuba: En octubre de 1962, un avión U-2 espía estadounidense fotografió bases de misiles nucleares fabricados por la Unión Soviética en la isla de Cuba, instando al entonces presidente John F. Kennedy, a desplegar unidades navales y aviones de combate para bloquear la entrada a Cuba de suministros militares soviéticos, llegando a cerrar prácticamente el Golfo de México. Fue el momento de la Guerra Fría en que más cerca se estuvo del enfrentamiento directo entre la URSS y Estados Unidos Si bien se solventó la crisis, no así la carrera armamentista, que seguiría hasta mediados de la década de los 80.

- 1963: Segunda ola de feminismo: Antes de los años 1960 la mujer estaba limitada en numerosos aspectos. Para la mayoría, su destino era casarse joven, ser una buena esposa, tener hijos y ser una madre amorosa. Las que trabajaban solían desempeñarse como profesoras, enfermeras, niñeras o secretarias. La escritora estadounidense Betty Friedan publicó en 1963 La mística de la feminidad, que describe la frustración e inclusive la desesperación de una generación de amas de casa con estudios universitarios que se sentían atrapadas e insatisfechas por no ejercer su profesión por la cual habían asistido a una Universidad. Este hecho es considerado como el principio de la segunda ola del feminismo que duraría hasta la década de los 80.

- 1963: Asesinato de John F. Kennedy: El 22 de noviembre de 1963, el presidente de Estados Unidos John F. Kennedy se preparaba para su próxima campaña presidencial. Durante su recorrido por el centro de Dealey Plaza, en Dallas, Texas, multitudes de gente emocionada rodeaba las calles para saludarlo, cuando se desplazaba en un automóvil convertible (descapotable) junto a su esposa y con el acompañamiento del Gobernador de Texas Connelly y su esposa. Sin embargo, los gritos de emoción terminarían en llanto cuando alrededor de las 12:30 p. m., una bala acabó con su vida. El asesino aparentemente fue Lee Harvey Oswald un ex marine, que cuando era llevado a declarar, en los sótanos de la delegación de la Policía de Dallas, fue asesinado por Jack Ruby un gánster «de poca monta». Cinco años más tarde sería asesinado también su hermano Robert F. Kennedy en Los Ángeles, California.

- 1963: Martin Luther King pronuncia su discurso «I have a dream». «Yo tengo un sueño», fue el discurso que pronunció Martin Luther King, Jr. el 28 de agosto de 1963. Desde los escalones del Monumento a Lincoln en Washington D. C., el movimiento de afroamericanos por sus derechos ciudadanos alcanzó su máxima expresión cuando el activista y también pastor bautista, King pronunció su memorable discurso ante una multitud de aproximadamente 250,000 personas. Un año después, el Acta de los Derechos Civiles sería aprobada, sirviendo de apertura a la legislación de los derechos civiles de la nación. En 1968, Martin Luther King, Jr. sería asesinado en Memphis, Tennessee, supuestamente por James Earl Ray.

- 1964: Se inauguran los Juegos Olímpicos en Tokio, Japón siendo lo relevante que el encargado de encender el pebetero fue Yoshinori Sakai, un atleta nacido en Hiroshima el mismo día que se produjo el bombardeo atómico de 1945 por los Estados Unidos. Era conocido como El bebé de Hiroshima.

- 1964: Se produjo el «Incidente del Golfo de Tonkin», con un primer ataque al destructor estadounidense USS Maddox el 2 de agosto de 1964 por lanchas torpederas de la Marina de Vietnam del Norte. Al día siguiente se unió al USS Maddox, el USS Turner Joy y la noche del 4 de agosto supuestamente se produjo un nuevo ataque, pese a no existir pruebas de dicho acto. El presidente Lyndon B. Johnson ordenó el 5 de agosto a los navíos USS Ticonderoga y USS Constellation, acciones de represalia contra la flota norvietnamita. Se iniciaba así la guerra de Vietnam la cual terminaría en 1975.

### De 1965 a 1969
- 1965: Se aprueba el programa Medicare: El 30 de julio de 1965 el presidente Lyndon B. Johnson firmó ante los ojos del expresidente Harry S. Truman la ley del Medicare, un programa federal que ha cambiado las vidas de millones de personas adultas. El Medicare es un programa de cobertura de seguridad social administrado por el gobierno estadounidense, el cual provee atención médica a las personas mayores. En general, todas las personas de 65 años o más que han sido residentes legales de Estados Unidos por lo menos durante 5 años son elegibles para participar en Medicare.

- 1967: Primer trasplante de corazón en la historia: El 3 de diciembre de 1967 Christiaan Barnard, un médico sudafricano, había realizado el primer trasplante de corazón en una persona. La donante fue Denise Darvall, una joven oficinista de 25 años que falleció al ser atropellada. El donado fue Louis Washkansky, un comerciante de 53 años desahuciado por un irreversible problema cardíaco y una diabetes aguda. La operación fue llevada a cabo por 30 cirujanos a las órdenes de Barnard y duró nueve horas. Washkansky fallecería a los pocos días por rechazo del corazón trasplantado y no poder controlar la autoinmunidad hacia el órgano recibido.

- 1967: Guerra de junio de 1967 fue un conflicto bélico que enfrentó a Israel con una coalición árabe formada por la República Árabe Unida —denominación oficial de Egipto por entonces—, Siria, Jordania e Irak entre el 5 y el 10 de junio de 1967. Fue llamada La Guerra de los Seis días cuando el ejército israelí despedazo a la colación árabe.

- 1968: Robert Kennedy realizaba campaña para obtener la nominación por el partido demócrata para ser candidato a la Presidencia de los Estados Unidos. Fue asesinado en el hotel Ambassador en Los Ángeles, California por Sirhan Bishara Sirhan, un palestino de nacionalidad jordana, resentido por los comentarios que había hecho el senador, sobre la situación en Medio Oriente.

- 1968: Revoluciones por todo el mundo: La Primavera de Praga fue una de muchas protestas que tomaron lugar en 1968. Fue un período de liberalización política en Checoslovaquia, durante la Guerra Fría, cuando el país fue invadido por URSS y sus aliados. Ese año ocurrió el Mayo francés o Mayo del 68, una cadena de protestas iniciada por grupos estudiantiles, contrarios a la sociedad de consumo. Y el 2 de octubre, poco después del nacimiento de un movimiento estudiantil en México, ocurrió la masacre de Tlatelolco, una de las más controvertidas de la historia de ese país, por la desaparición y asesinato de muchos estudiantes, realizadas por las fuerzas armadas del ejército ordenadas por el Gobierno Federal. De ahí, la frase: 2 de octubre, no se olvida, que se grita cada año.

- 1969: Vuelo del primer avión supersónico: El primer viaje supersónico exitoso del Concorde fue el 10 de octubre de 1969. Sujeto a 5.000 horas de prueba antes de ser certificado para su primer vuelo con pasajeros, no fue sino hasta el 21 de enero de 1976 que el primer vuelo comercial tuvo lugar. Ese día, un Concorde británico viajó desde Londres a Bahrain y un Concorde francés viajó desde París a Río de Janeiro vía Dakar. Voló durante 27 años, hasta su salida definitiva de circulación en 2003.

- 1969: Nace ARPANET, el prototipo de Internet: ARPA fue una red de computadoras creada por encargo del Departamento de Defensa de Estados Unidos. para utilizarla como medio de comunicación entre distintas instituciones académicas y estatales durante la Guerra Fría. El 29 de octubre de 1969 se transmitió el primer mensaje electrónico a través de ARPANET, referido como el precursor de internet. Menos de un mes más tarde, se estableció el primer enlace entre la UCLA en Los Ángeles y el Stanford Research Institute.

- 1969: Llega a la Luna: El 20 de julio de 1969, a las 10:56 p. m. EDT, el astronauta Neil Armstrong fue el primer humano en pisar otro cuerpo celeste, el único satélite natural de la Tierra: la Luna. Armstrong bajó de la aeronave y dijo: «Esto es un pequeño paso para un hombre, pero un gran salto para la humanidad». Antes, en 1961, la Unión Soviética había puesto en órbita al primer hombre en el espacio: Yuri Gagarin. Y dos años más tarde, a la primera mujer, Valentina Tereshkova.

## Nuevos estados
- Argelia
- Barbados
- Benín
- Botsuana
- Alto Volta
- Burundi
- Camerún
- Chad
- Chipre
- República Democrática del Congo
- Dominica
- República del Congo
- Costa de Marfil
- Guinea
- Guinea Ecuatorial
- Suazilandia
- Gabón
- Granada
- Gambia
- Guyana
- Laos
- Libia
- Lesoto
- Jamaica
- Kenia
- Kuwait
- Madagascar
- Malaui
- Maldivas
- Mali
- Malta
- Mauricio
- Mauritania
- Nauru
- Níger
- Nigeria
- República Centroafricana
- Ruanda
- Samoa
- Senegal
- Sierra Leona
- Somalia
- Singapur
- Sudáfrica
- Tanzania
- Trinidad y Tobago
- Túnez
- Togo
- Uganda
- Zambia

## Cronología

### 1960
- Matanza de Sharpeville, Sudáfrica.
- Brasilia se convierte en la nueva capital federal de Brasil.
- Un avión espía estadounidense es derribado sobre la Unión Soviética.
- Operación Garibaldi: Adolf Eichmann es atrapado por el Mosad en Argentina.
- Nace la Organización de Países Exportadores de Petróleo (OPEP).
- Fueron asesinadas las Hermanas Mirabal, opositoras del régimen dictatorial dominicano de Rafael Leónidas Trujillo.
- La FDA aprueba la píldora anticonceptiva.
- Se inaugura el mayor acelerador de partículas mundial, un sincrotrón de 25 GeV de potencia, construido por el CERN.
- Ocurre el Gran Terremoto de Chile que costó la vida de 1 650 personas.

### 1961

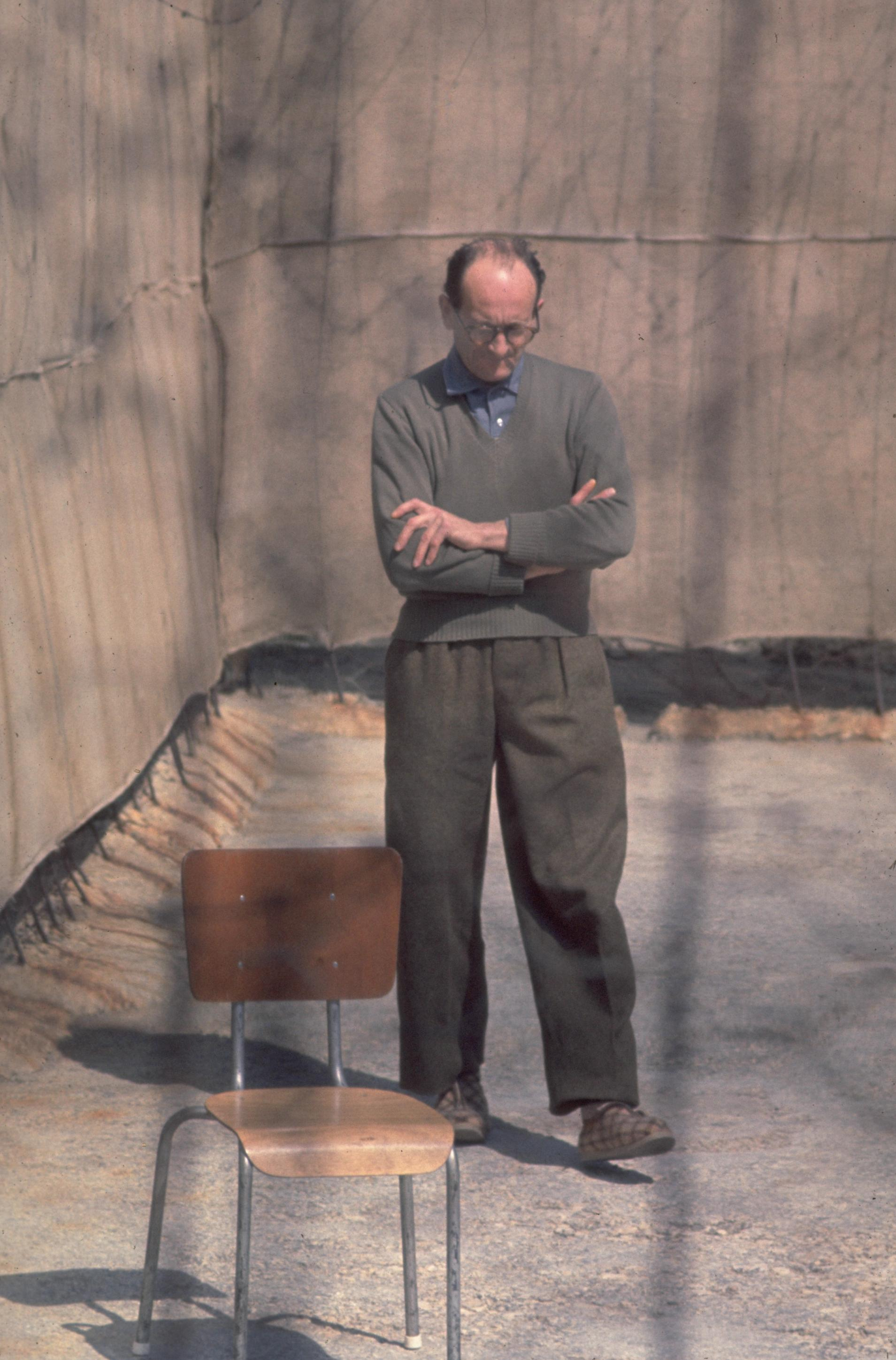
Adolf Eichman en la prisión israelí de Ayalon, Ramla.

- Se instaura la democracia en Venezuela con una nueva Constitución Nacional.
- Es asesinado Patrice Lumumba, primer ministro y líder de la independencia del Congo.
- John F. Kennedy toma posesión como presidente de los Estados Unidos.
- 1961-1974: Guerra colonial portuguesa.
- Fundación del Fondo Mundial para la Naturaleza.
- El nazi Adolf Eichmann es procesado en Israel por crímenes de guerra.
- Cuba: Invasión fallida de Bahía de Cochinos por parte de exiliados apoyados por los Estados Unidos.
- Es ajusticiado Rafael Leónidas Trujillo, dictador de la República Dominicana.
- Construcción del muro de Berlín.
- Primera Conferencia de Países No Alineados en Belgrado.
- François Jacob y Jacques L. Monod: elucidación de los mecanismos de la regulación genética al nivel celular.
- La Unión Soviética inicia la carrera espacial enviando al primer hombre al espacio (Yuri Gagarin).

### 1962

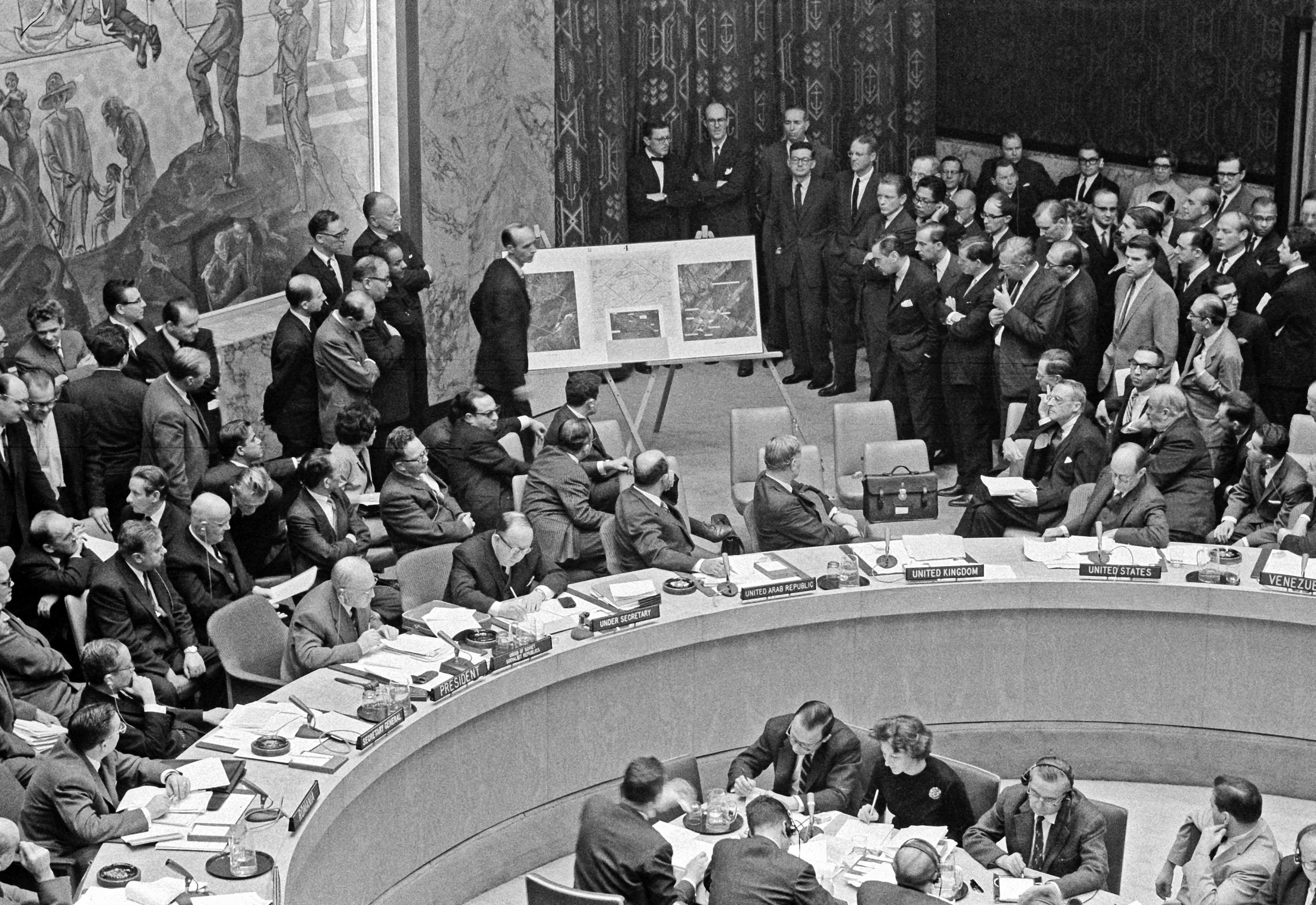

- Arturo Frondizi, presidente de la Argentina, es depuesto por un golpe militar.
- La crisis de los misiles de Cuba entre los Estados Unidos y la Unión Soviética puso al mundo al borde de una guerra nuclear.
- 1962-1965: Celebración del Concilio Vaticano II por parte de la Iglesia Católica en ciudad del Vaticano.
- Finaliza la Guerra de Argelia (medio millón de civiles muertos), mediante la cual este país logró independizarse de Francia.
- Conmoción mundial por el fallecimiento de la actriz Marilyn Monroe.
- Primer enlace transatlántico de televisión por satélite (Telstar-1).

### 1963

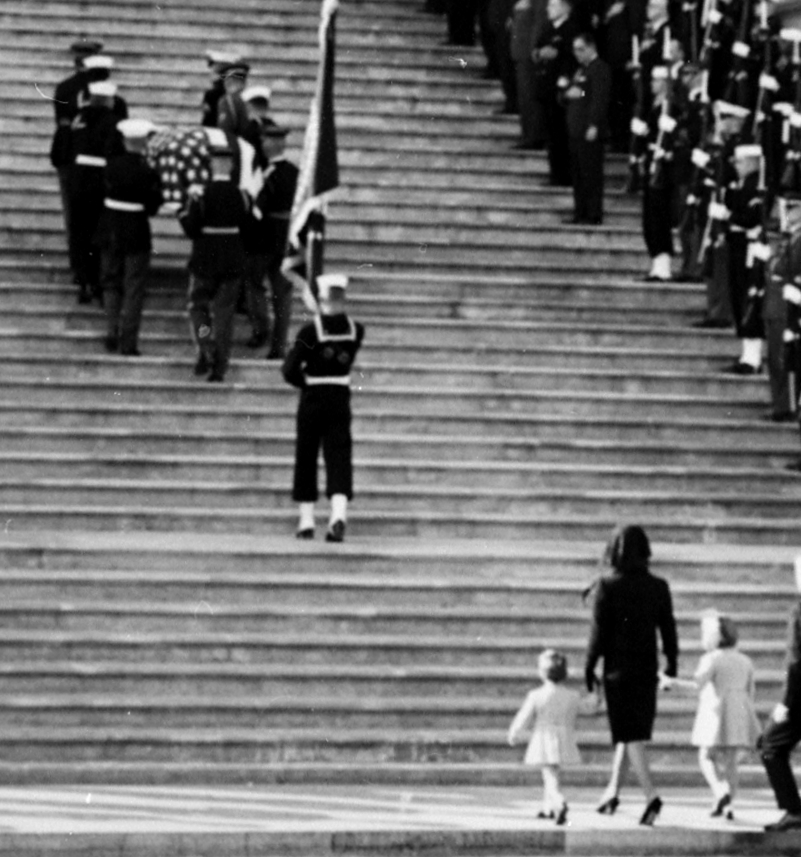

- 1963-1975: Protestas contra la guerra de Vietnam en los Estados Unidos.
- Nelson Mandela es encarcelado.
- Fallece Juan XXIII y es sucedido por Pablo VI.
- Marcha sobre Washington encabezada por Martin Luther King.
- El presidente de los Estados Unidos, John F. Kennedy es asesinado en Dallas.
- Estados Unidos pone en órbita el primer satélite de telecomunicaciones geoestacionario.
- La Unión Soviética envía al espacio a la primera mujer, Valentina Tereshkova.

### 1964
- Golpe de Estado en Brasil, militares brasileños derrocan al presidente João Goulart.
- Nace la Organización para la Liberación de Palestina.
- Estados Unidos comienza una intervención abierta en Vietnam apoyando al régimen de Vietnam del Sur, en guerra contra Vietnam del norte, a su vez apoyado por la Unión Soviética. El gobierno de Estados Unidos sobreprotege su información.
- El líder soviético Nikita Jrushchov fue expulsado de su cargo debido a su comportamiento cada vez más errático y autoritario. Leonid Brézhnev y Alekséi Kosygin se convirtieron entonces en los nuevos líderes de la Unión Soviética.
- Mary Quant: Minifalda.
- Andy Warhol: las Marilyn, con la misma técnica.

### 1965
- Se reúnen los primeros ministros de Irlanda del Norte y de la República de Irlanda por primera vez en 43 años.
- Nueva York: Asesinado Malcolm X, activista por los derechos de los negros en los Estados Unidos.
- Mao emprende la Revolución Cultural del Proletariado en China.
- Bombardeo intensivo del ejército estadounidense sobre población civil en Vietnam del Norte.
- Traslado de los templos de Abu Simbel (Egipto), amenazados por la construcción de la presa de Asuán sobre el río Nilo.
- Alekséi Leónov: primera salida al espacio de un cosmonauta.

### 1966
- Mao emprende la Revolución Cultural del Proletariado en China.
- Argentina: Los militares, apoyados por varios sectores, perpetran un golpe de Estado contra el presidente Arturo Umberto Illia; Comienza la dictadura autodenominada «Revolución Argentina» hasta 1973.
- Murray Gell-Mann: hipótesis de los quarks.

### 1967
- Grecia: Golpe de Estado de los coronoles; instauración de una junta militar y exilio de la familia real.
- Desembarco de Machurucuto
- Guerra de los Seis Días entre Israel y los estados árabes vecinos.
- En Bolivia, militares bolivianos asesinan al guerrillero argentino Che Guevara.
- Cien años de soledad de Gabriel García Márquez.
- Corriente alterna de Octavio Paz.
- La broma de Milan Kundera.
- Christian Barnard: Primer trasplante de corazón de la historia.

### 1968
- Estados Unidos: Asesinato de Martin Luther King.
- Francia: se producen las revueltas estudiantiles del mayo del 68.
- Estados Unidos: Asesinato del político estadounidense, Robert F. Kennedy.
- México: Masacre de Tlatelolco hacia los estudiantes por orden del gobierno mexicano en la plaza de las Tres Culturas.
- Primavera de Praga: Tropas de la Unión Soviética y el Pacto de Varsovia invaden Checoslovaquía.
- Perú: el general Juan Velasco Alvarado derroca al presidente constitucional Fernando Belaúnde Terry, quien es deportado a la Argentina el mismo día.
- Antony Hewish y Jocelyn Bell: Radiofuentes pulsantes o púlsares.
- Xavier Le Pichon y William Jason Morgan: Teoría de las placas tectónicas.

### 1969

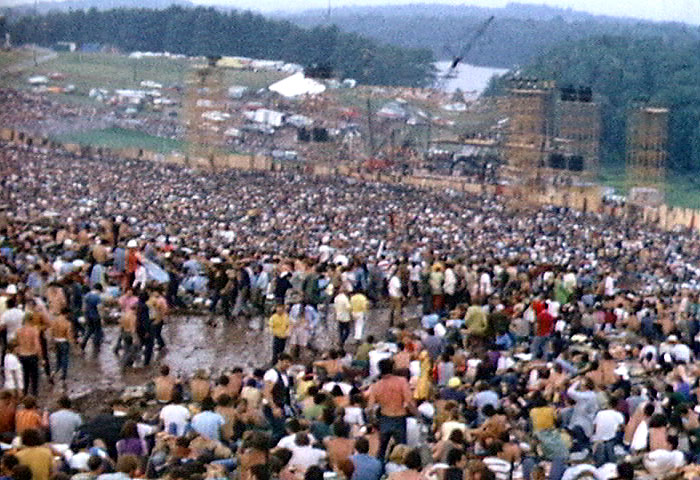
Concierto de Woodstock.

- Richard Nixon toma posesión como presidente de los Estados Unidos.
- Venezuela: Primera transmisión de mando presidencial entre partidos políticos distintos, el presidente saliente Raúl Leoni (Acción Democrática), entrega el poder al entrante Rafael Caldera (COPEI).
- Dimisión de Charles De Gaulle, presidente de la República Francesa.
- Nueva York (EE. UU.): Revueltas de Stonewall.
- La misión Apolo XI lleva a la Luna a Neil Armstrong, primer hombre en pisarla.
- Libia: Golpe de Estado de Muamar el Gadafi, que gobernaría el país hasta 2011.
- Willy Brandt, canciller de la República Federal de Alemania.
- Festival de Woodstock, en el estado de Nueva York, el festival de rock más importante de la historia.
- En los Estados Unidos, los militares crean una red de telecomunicaciones (ARPANET), de la que derivará la red de Internet.
- Primer sistema de grabación de vídeo doméstico.

- Principales referencias: [1] [2]

## Cronología de otros eventos que ocurrieron durante la década

### 1960

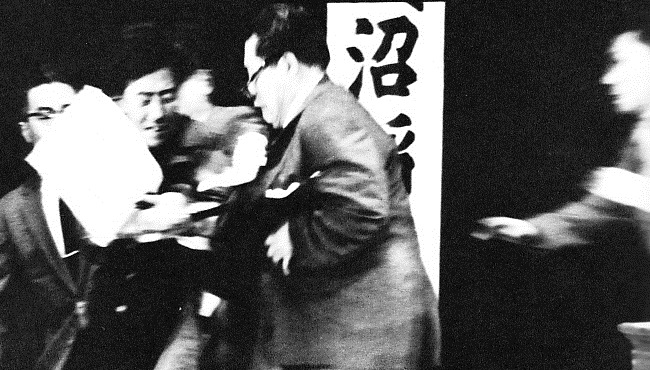

- Reunión entre Nikita Jrushchov y el general Charles de Gaulle.
- Inejirō Asanuma
- El Papa Juan XXIII, nombra por primera vez cardenal a un religioso de raza negra, Laurean Rugambwa.
- El mago de Lubrin de Isaac Bashevis Singer.
- La Route des Flandres de Claude Simon.
- Fundación del Nouveau Réalisme en París.
- Frank Stella: «telas cortadas».
- Anthony Caro: esculturas hechas de viguetas soldadas y pernos.
- Se lanza el Enterprise, primer portaaviones impulsado por energía atómica.
- Theodore Harold Maiman:construcción del primer láser.
- Allan Rex Sandage: descubrimiento de los quasar.
- Joseph Kittinger realiza la caída libre más alta de la historia. (102 800 pies).

### 1961
- 1961-1999: Hassan II, rey de Marruecos.
- Les paravents de Jean Genet.
- Nocturnos de Léopold Sédar Senghor.
- Atmósferas de György Ligeti.

### 1962
- Norman Borlaug: preparación de variedades de trigo de alto rendimiento.
- Harry Hammond Hess: hipótesis sobre la expansión de los fondos oceánicos.
- 1962 y siguientes:
  - Louis Isadore Kahn: edificios oficiales de Dacca.
  - Inicios del Pop Art en los Estados Unidos (Oldenburg, Warhol, Lichtenstein...)
  - Joseph Beuys participa en el movimiento internacional Fluxus.

### 1963
- Ngo Dinh Diem, dictador de Vietnam  del Sur es asesinado en Saigón.
- 1963-1977: Edward Kienholz: The Art Show («la Exposición»), entorno evolutivo.
- El marino que perdió la gracia del mar de Yukio Mishima.

### 1964
- Robert Rauschenberg: Tracer, ejemplo de obra que utiliza clichés fotográficos sobre tela por serigrafía.

### 1965
- 1965-1970: Aparición de los movimientos de vanguardia americanos o europeos: arte minimalista, arte conceptual, arte corporal, land art, arte pobre... que caracterizan el Hiperrealismo.
- Laborintus II de Luciano Berio.
- Lotfi A. Zadeh: teoría de los conjuntos vagos.
- Arno Allan Penzias y Robert R. Wilson: descubrimiento de la radiación térmica a 3K en el fondo del cielo.

### 1967
- 1967-1970: Guerra civil de Nigeria.
- Estados Unidos: En San Francisco tiene lugar el festival verano del amor (Summer of love).
- Estados Unidos: Emisión de Our World, primera transmisión global de televisión vía satélite, que ven más de 400 millones de personas en 26 países.
- Hijos de nuestro barrio de Naguib Mahfuz.

### 1968
- España: la organización terrorista ETA realiza el primer asesinato de su historia, contra el Guardia Civil, José Antonio Pardines y asesina al jefe de Policía de Guipúzcoa, Melitón Manzanas. Muere el primer etarra, Txabi Etxebarrieta, a manos de la Guardia Civil.
- Ecuador: los estudiantes secundarios y el pueblo de Machala iniciaron en noviembre la lucha contra el gobierno para la creación de la Universidad Técnica de Machala.
- Christo: «envoltura» de la Kunsthalle de Berna (Suiza).
- Bella del Señor de Albert Cohen.
- Mito y Epopeya de Georges Dumézil.

### 1969
- La edición de los Premios de la Academia de 1969 se convierte en la primera ceremonia en ser transmitida a nivel mundial.
- Charles Manson y su familia asesinan a la actriz Sharon Tate.
- Portnoy's Complaint de Philip Roth.

## Acontecimientos históricos sin una fecha concreta
- En el mundo se desata la beatlemanía (la banda británica de rock The Beatles, conformada por John Lennon, Paul McCartney, George Harrison y Ringo Starr).
- Surgen movimientos sociales o culturales como los «hippies», que participan en las protestas antiguerra y se extienden por el mundo; así como el movimiento «skinhead», nacido en Inglaterra a finales de la década.
- En Latinoamérica avanzan los movimientos revolucionarios, alentados por el ejemplo de la Revolución cubana.
- Se inicia el Boom latinoamericano literario.

## Deportes

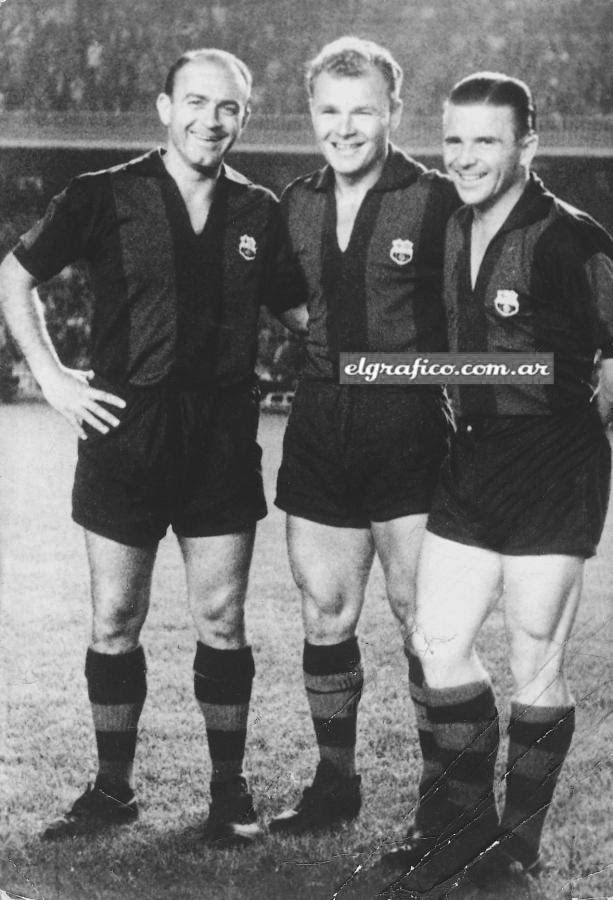
Alfredo Di Stéfano, Ladislao Kubala y Ferenc Puskás

### Juegos Olímpicos
- 1968: La Ciudad de México se convierte en la primera ciudad latinoamericana en ser sede de los Juegos Olímpicos.

### Fútbol
- 1962: en Chile se disputa la Copa Mundial de Fútbol de 1962, en la que gana la selección de fútbol de Brasil.
- 24 de mayo de 1964: Se produce una estampida en el Estadio Nacional de Lima, Perú, durante un partido entre las selecciones de Perú y Argentina, causando la muerte de 328 espectadores.
- 1966: en Inglaterra se disputa la Copa Mundial de Fútbol de 1966, en la que gana el país anfitrión.
- 19 de noviembre de 1969: El futbolista brasileño, Pelé, marca el gol número 1000 de su carrera futbolística.

## Cine

### De 1960 a 1964
- 1960: La aventura de Michelangelo Antonioni.
- 1960: La dolce vita de Federico Fellini.
- 1960: Psicosis de Alfred Hitchcock.
- 1961: The Hustler de Robert Rossen.
- 1961: Viridiana de Luis Buñuel.
- 1961: West Side Story de Robert Wise y Jerome Robbins.
- 1962: Lawrence de Arabia de David Lean.
- 1962: Sanma no aji de Yasujirō Ozu.
- 1963: Cleopatra de.
- 1963: El desprecio de Jean-Luc Godard.
- 1963: El gatopardo de Luchino Visconti.
- 1963: El sirviente de Joseph Losey.
- 1963: The Great Escape de John Sturges.
- 1963: La pantera rosa de Blake Edwards.
- 1964: El Evangelio según san Mateo de Pier Paolo Pasolini.
- 1964: Goldfinger de Guy Hamilton.
- 1964: Mary Poppins de Robert Stevenson.

### De 1965 a 1969
- 1965: Per qualche dollaro in più de Sergio Leone.
- 1967: Bonnie y Clyde de Arthur Penn.
- 1967: El Graduado de Mike Nichols.
- 1968: 2001: A Space Odyssey de Stanley Kubrick.
- 1969: The Wild Bunch de Sam Peckinpah.
- 1969: Easy Rider de Dennis Hopper.
- 1969: Z de Costa-Gavras.

Principales referencias: 

## Música
Los años 1960 fueron los más innovadores para la historia de la música moderna. Algunas de las agrupaciones musicales que más se destacaron fueron: The Beatles, The Rolling Stones, The Beach Boys, The Kinks, The Who, The Byrds, The Supremes, The Hollies, Small Faces, Bob Dylan, Cream, The Doors, The Animals, The Zombies, Led Zeppelin y Pink Floyd. También comenzó a gestarse en otros países el movimiento de rock, como en España, México, Argentina y Uruguay.
En esta década Bing Crosby, Frank Sinatra, Dean Martin mantienen su esplendor y popularidad. En 1960 Elvis Presley retorna al campo musical anotando éxitos en las listas después de haber colaborado con el servicio militar que había sido obligatorio.
El rock argentino, comenzó con el sencillo éxito de ventas «La balsa» del grupo Los Gatos a fines de la década, además del surgimiento de Almendra, y Manal primera banda de blues en castellano, que grabó la banda sonora de la película Tiro de gracia en 1969.
Evolucionan los sintetizadores. Estos fueron años importantes para la reciente música electrónica, ya que se descubren nuevas técnicas que muchos años atrás eran imposibles realizar. Vangelis sería uno de los primeros pioneros en destacarse en la música electrónica. En aquella década también empezaba a despuntar con gran fuerza y éxito el Bolero y el Bolero Ranchero con intérpretes muy famosos como Javier Solís y el Trío «Los Panchos» que impusieron la moda en aquellos años.
En Brasil, el tropicalismo sacudió la atmósfera de la música popular y la cultura brasileña entre 1967 y 1968.

## Televisión

### Series animadas
- El Fantasma del espacio y Dino Boy
- El Oso Yogi
- Los Picapiedra
- Los Supersónicos
- Don Gato y su pandilla
- Astroboy
- Jonny Quest
- Kimba, el león blanco
- Birdman y el Trío Galaxia
- El Show de Huckleberry Hound
- Los Herculoides
- Maguila Gorila
- El Lagarto Juancho
- Scooby-Doo
- Los Autos Locos
- Los peligros de Penélope
- La Pantera Rosa
- Tom y Jerry
- El escuadrón diabólico
- El Festival de Porky